# Morrisville (Terranova y Labrador)
Morrisville es un pueblo canadiense situado en la provincia de Terranova y Labrador.

## Superficie
Morrisville tiene una superficie de 14,09 km².

## Demografía
En 2021, tenía 93 habitantes, una densidad poblacional de 6,6 hab./km², y 46 viviendas.